# Beaver Dam (Wisconsin)
Beaver Dam ist die größte Stadt (mit dem Status „City“) im Dodge County im US-amerikanischen Bundesstaat Wisconsin. Das U.S. Census Bureau ermittelte bei der Volkszählung 2020 eine Einwohnerzahl von 16.708.

## Geografie
Beaver Dam liegt im mittleren Südosten Wisconsins, am Beaver Dam Lake, einem Stausee des Beaver Dam River, der über den Crawfish und den Rock River zum Stromgebiet des Mississippi gehört. Die geografischen Koordinaten von Beaver Dam sind 43°27′28″ nördlicher Breite und 88°50′14″ westlicher Länge. Das Stadtgebiet erstreckt sich über eine Fläche von 21,16 km², die sich  auf 17,59 km² Land- und 3,57 km² Wasserfläche verteilen.
Nachbarorte von Beaver Dam sind Waupun (22,1 km nordnordöstlich), Burnett (13,9 km ostnordöstlich), Horicon (17,7 km östlich), Juneau (14,3 km südöstlich), Leipsig (7 km südlich), Lowell (15,5 km in der gleichen Richtung), Columbus (20,2 km südwestlich), Fall River (21,2 km westsüdwestlich), Randolph (21,7 km nordwestlich) und Fox Lake (14,7 km nordnordwestlich).
Die nächstgelegenen größeren Städte sind Green Bay am Michigansee (153 km nordnordöstlich), Wisconsins größte Stadt Milwaukee (99,7 km südöstlich), Chicago in Illinois (249 km südsüdöstlich), Rockford in Illinois (157 km südsüdwestlich) und Wisconsins Hauptstadt Madison (65,9 km südwestlich).

## Verkehr
Der vierspurig ausgebaute U.S. Highway 151 verläuft entlang der östlichen Stadtgrenze. Der Wisconsin State Highway 33 führt als Hauptstraße durch das Zentrum von Beaver Dam. Alle weiteren Straßen sind untergeordnete Landstraßen, teils unbefestigte Fahrwege sowie innerörtliche Verbindungsstraßen.
Für den Frachtverkehr verläuft von Nordwest nach Ost eine Eisenbahnlinie der Wisconsin and Southern Railroad durch das Stadtgebiet von Beaver Dam.
Mit dem Dodge County Airport befindet sich 13,4 km ostsüdöstlich ein kleiner Flugplatz. Die nächsten Verkehrsflughäfen sind der Dane County Regional Airport in Madison (62 km südwestlich) und der Milwaukee Mitchell International Airport in Milwaukee (111 Kilometer südöstlich).

## Bevölkerung
Nach der Volkszählung im Jahr 2010 lebten in Beaver Dam 16.214 Menschen in 6819 Haushalten. Die Bevölkerungsdichte betrug 921,8 Einwohner pro Quadratkilometer. In den 6819 Haushalten lebten statistisch je 2,32 Personen. 
Ethnisch betrachtet setzte sich die Bevölkerung zusammen aus 93,0 Prozent Weißen, 0,8 Prozent Afroamerikanern, 0,3 Prozent amerikanischen Ureinwohnern, 1,0 Prozent Asiaten sowie 3,4 Prozent aus anderen ethnischen Gruppen; 1,5 Prozent stammten von zwei oder mehr Ethnien ab. Unabhängig von der ethnischen Zugehörigkeit waren 7,5 Prozent der Bevölkerung spanischer oder lateinamerikanischer Abstammung. 
25,1 Prozent der Bevölkerung waren unter 18 Jahre alt, 58,8 Prozent waren zwischen 18 und 64 und 16,1 Prozent waren 65 Jahre oder älter. 51,6 Prozent der Bevölkerung war weiblich.
Das mittlere jährliche Einkommen eines Haushalts lag bei 46.581 USD. Das Pro-Kopf-Einkommen betrug 24.885 USD. 10,6 Prozent der Einwohner lebten unterhalb der Armutsgrenze.

## Bekannte Bewohner
- A. Scott Sloan (1820–1895) – republikanischer Abgeordneter des US-Repräsentantenhauses (1861–1863),[5] lebte lange in Beaver Dam und ist hier beigesetzt[6]
- Michael E. Burke (1863–1918) – demokratischer Abgeordneter des US-Repräsentantenhauses (1911–1917),[7] lebte immer in Beaver Dam[8]
- Zona Gale (1874–1938) – Schriftstellerin und Pulitzer-Preisträgerin,[9] besuchte die Schule in Beaver Dam
- Robert Kastenmeier (1924–2015) – demokratischer Abgeordneter des US-Repräsentantenhauses (1959–1991),[10] geboren und aufgewachsen in Beaver Dam
- Bobby Hatfield (1940–2003) – Sänger,[11] geboren in Beaver Dam
- David Maley (* 1963) – ehemaliger Eishockeyspieler,[12] geboren und aufgewachsen in Beaver Dam
- Eric Baldwin (* 1984) – Pokerspieler, geboren in Beaver Dam